# William Birkin
Pour les articles homonymes, voir Birkin (homonymie).
 (juin 2008).
Si vous disposez d'ouvrages ou d'articles de référence ou si vous connaissez des sites web de qualité traitant du thème abordé ici, merci de compléter l'article en donnant les références utiles à sa vérifiabilité et en les liant à la section « Notes et références ».
 (août 2025).
Motif : antagoniste mineur de la saga, absence de sources secondaires centrées
- Archive Wikiwix
- Bing
- Cairn
- DuckDuckGo
- E. Universalis
- Gallica
- Google
- G. Books
- G. News
- G. Scholar
- Persée
- Qwant
- (zh) Baidu
- (ru) Yandex
- (wd) trouver des œuvres sur Wikidata

| 1. | Préciser le motif de la pose du bandeau. | Précisez le motif de la pose du bandeau en utilisant la syntaxe suivante : {{admissibilité à vérifier\|date=août 2025\|motif=remplacez ce texte par le motif}}                      |
| 2. | Informer les utilisateurs concernés.     | Pensez à avertir le créateur de l'article, par exemple, en insérant le code ci-dessous sur sa page de discussion : {{subst:avertissement admissibilité à vérifier\|William Birkin}} |

William Birkin est un personnage de la série Resident Evil créée par Capcom.
Entré à l'âge de 15 ans au sein de l'entreprise Umbrella Corporation, il était le plus jeune employé de l'entreprise pharmaceutique avant l'arrivée de Alexia Ashford. Aidé de son acolyte Albert Wesker, ils trahissent le Docteur James Marcus et le font exécuter pour récupérer ses travaux. 
Concepteur du Virus G, en collaboration avec sa femme Annette Birkin, il se fait voler des échantillons du virus-G par les forces spéciales de l'UBCS en 1998, dont Hunk Death.
Gravement blessé par leurs balles, il a juste le temps de s'inoculer son propre virus qui modifie son apparence et le transforme  en une créature totalement incontrôlable, mutant plusieurs fois. Il tue les agents d'Umbrella Corporation venus lui voler son invention et rôde dans les égouts de la ville. 
Annette Birkin sera à la recherche de son mari durant le jeu, et trouve la mort lors de l'effondrement d'une poutre dans les laboratoires. Une mort alternative du personnage met en scène William Birkin tuant sa femme avant de s'échapper.